# HC Kuban Krasnodar
El HC Kuban Krasnodar es un club de balonmano femenino de la ciudad rusa de Krasnodar. En la actualidad disputa la Liga de Rusia de balonmano femenino.

## Palmarés
- Recopa de Europa de balonmano femenino
  - 1987, 1988
- Liga de balonmano de la Unión Soviética
  - 1989, 1992

## Plantilla 2018-19
|  | Porteras - 1 Victoriya Kalinina - 12 Polina Kaplina - 99 Victoria Samarskaya Extremos izquierdos - 4 Alexandra Davidenko - 8 Yana Savinova Extremos derechos - 7 Diana Golub - 24 Anna Efimkina - 64 Mariia Dudina Pivotes - 19 Ekaterina Matlashova - 21 Olga Bashkirova - 55 Kseniya Karpacheva | Laterales izquierdos - 5 Lada Samoilenko - 11 Yulia Golikova - 17 Liudmila Vydrina - 66 Ekaterina Barkalova - 87 Valentina Vernigorova Centrales - 57 Yaroslava Frolova - 88 Liubov Arishina Laterales derechos - 10 Julia Gariaeva - 33 Milana Rzaeva - 39 Antonina Skorobogatchenko |